# Katonai Vasúti Rakétakomplexum

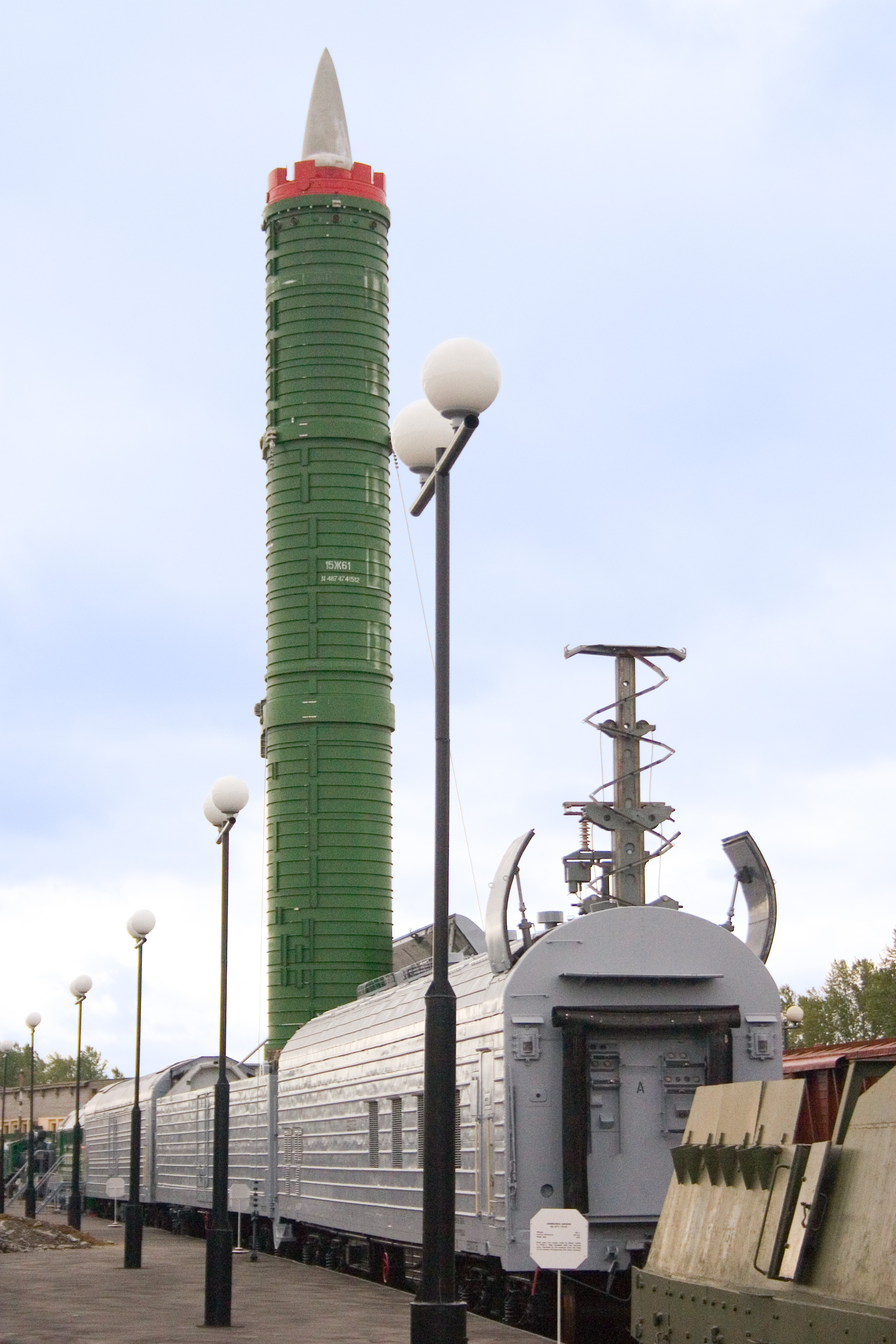
A fegyver a szentpétervári vasúti múzeumban.

A Katonai Vasúti Rakétakomplexum (oroszul: Боевой железнодорожный ракетный комплекс, rövidítve:  БЖРК, magyar átírásban: BZSRK) egy szovjet fejlesztésű katonai vonat volt, amely RT–23 Mologyec atomtöltetű interkontinentális ballisztikus rakéták szállítására és indítására volt alkalmas. A rendszert 1994-ben vonták ki Oroszországban a hadrendből. Továbbfejlesztett változatát, az RSZ–24 Jarsz rakétákkal felszerelt Barguzin vasúti szállítású rakétarendszert 2012-től fejlesztették, majd 2017-ben törölték ezt a programot.

## Története
A fegyverrendszert már 1969-ben elkezdték fejleszteni a Szovjetunióban, és jó pár kudarcokkal teli év elteltével sikerült működő rakétákat prezentálniuk a mérnököknek.
1983. augusztus 9-én a Szovjetunió Kommunista Pártjának Központi Bizottsága úgy határozott, hogy zöld utat ad az RT-23UTTH „Mologyec” (РТ-23УТТХ "Молодец") programnak. A fejlesztést a NATO az SS-24 „Sсаlреl” (szike) névvel illette.
A Szovjetunió megszűnése előtt 92 darab, RT–23-sal rendelkezett, ebből 56 volt vonatra telepítve.
1987–1994 között 12 vonat állt rendszerben. A vonatokat két múzeumban elhelyezett példány kivételével 2007-ig megsemmisítették.
A vonatok a NATO számára hatalmas fenyegetést jelentettek, mert bár létezésükről tudtak, azok bárhol úton lehettek a 145 000 kilométeres szovjet vasúthálózaton és naponta 1600 kilométert tehettek meg rajta. Ráadásul sok hasonló, de kevésbé fenyegető tartalmú „civil” hűtővonat is rótta ugyanezeket a síneket. Mindenesetre a NATO 18 kémműholddal próbálta a vonatokat lekövetni.
Ezek a fegyverek sem kerültek soha éles bevetésre, sorsukat nem is annyira leszerelési tárgyalások, mint inkább az elavulásuk pecsételte meg.
Bár a START II (Hadászati fegyvereket korlátozó egyezmény) kétoldalú szerződés az Amerikai Egyesült Államok és Oroszország között többek között ezeknek a támadó fegyvereknek a leszereléséről is rendelkezett (volna), a szerződést 2002-ben nem ratifikálták, nincs hatályban.
Helyette a SORT egyezmény lépett hatályba, mely a robbanófejek számát először 2200, majd 2012-ig 1700 példányban limitálja.

## Jellemzői
Az RT–23-as rakétákat általában rakétasilóba telepítették. A vasúti járművekre történő telepítésük kihívásokat támasztott a fejlesztőkkel szemben. Nehézséget jelentett, hogy a vasúton a kocsik hossza a pályaívek miatt korlátozott, csakúgy, mint a tengelyterhelésük. Ugyancsak  veszélyt hordozott magában a rakéták esetleges érintkezése a felsővezetékbe, vagy a maga mögött mindent felperzselő rakétahajtómű alkalmazása.
Ezeket a problémákat sikerült megoldani. A rakéta orrkúpja csak a kilövés után „fúvódott” fel. A tengelyterhelést egyfajta kocsik közötti súlymegosztással ellensúlyozták, és a felsővezetéket egy speciális kar húzta el az útból.
A rakéta hidegindítással indult, azaz a rakétát a szállító-indító konténerből először sűrített gázzal emelték ki, majd a hajtóműveket már a konténeren kívül indították be. Az indítás előtt a vagonokat hidraulikus munkahengerrel működtetett támasztókarokkal stabilan rögzítették.
A vonatot három M62-es sorozatú dízel-villamos mozdony vontatta. Az első mozdonyban három tiszt teljesített szolgálatot, a további mozdonyokban két-két fő. A 17 (más forrás szerint 12) kocsiból álló vonatszerelvényben a kilenc, rakétákat hordozó kocsi mellett (minden rakétához három kocsi tartozott) helyet biztosítottak az energiaellátást biztosító generátoroknak, a személyzetnek és a rakéták irányításához szükséges berendezéseknek is. A vagonok kívülről hűtőkocsinak néztek ki.
Egy szerelvény egyszerre maximum három rakétát hordozott, és minden rakéta tíz önálló robbanófejet hordozott, így egy vonatról 30 célpont ellen indíthattak támadást, egyenként akár 550 kilotonnás robbanótöltettel.

#### Új doktrína
Oroszország az utóbbi időszakban átírta katonai doktrínáját, az új változat az ukrajnai konfliktust és a NATO keleti bővítését a saját biztonságát fenyegető veszélyként határozza meg:
„Oroszország fenntartja magának a nukleáris fegyverek bevetésének a jogát egy ellene vagy szövetségesei ellen irányuló agresszió, vagy pedig magának az államnak a fennmaradását veszélyeztető fenyegetés esetére. A megelőző csapás kifejezés nem szerepel a szövegben, noha egyes orosz lapok korábban úgy tudták, ez is bekerülhet.”
A kijelentéssel egybecseng az az Oroszországból érkezett, és a német Der Spiegel magazin által közzétett hír, hogy az orosz hadsereg némi ráncfelvarrással az atomvonatokat ismét rendszerbe kívánja állítani: „Az ötlet megvalósítása folyamatban van” - nyilatkozta az Eho Moszkvi rádió egyik műsorában Andrej Filatov, az orosz Hadászati Rakétacsapatok helyettes parancsnoka.